# 于克法
于克法（1921年—2019年），原名健全，小名豹子。祖籍洛阳市，幼时随父迁居阌乡县。中国人民解放军开国大校。中华人民共和国政治人物。

## 生平
1937年，受教师刘居英、任仰文（又名任晨）的影响，投身抗日救国。1937年6月，在阌乡县第一完全小学毕业后，与樊志英随老师任仰文一同抵达太原，进入牺盟会军政训练班学习，1937年8月参加山西青年抗敌决死队总队3大队10队。1938年6月，加入中国共产党。1939年，任7队指导员。1945年，任八路军第一二九师386旅772团特派员。1948年春，任中原野战军第四纵队10旅28团副政委。1949年春，任二野四兵团十三军保卫部部长，率部参加了洛阳战役、淮海战役、渡江战役、粤桂边战役、滇南战役等。
1951年3月，参加朝鲜战争，担任了中国人民志愿军第三兵团政治部保卫部副部长、部长兼管群工部工作。1954年秋任中国人民志愿军政治部保卫部第一副部长。1957年冬自朝鲜回国，历任中国人民解放军铁道兵军事检察院检察长、铁道兵政治部干部部部长。1960年晋为大校军衔。后担任中国人民解放军军事法院副院长，中国人民解放军军事检察院副检察长；1981年3月6日—1985年3月21日，担任中国人民解放军军事检察院检察长。1985年离休，享受正军级待遇。
荣获二级独立自由勋章、二级解放勋章、二级红星勋章和朝鲜民主主义人民共和国授予的二级自由独立勋章和二级国旗勋章。1977年当选为第五届全国人大代表。